# Aeroporto Regional de Sorriso
O Aeroporto Regional de Sorriso - Adolino Bedin, ou apenas Aeroporto de Sorriso, (IATA: SMT - ICAO: SBSO) é um aeroporto brasileiro situado no município de Sorriso, no estado do Mato Grosso Localizado na BR-163 a 10 km do Centro da Cidade.

## Características
- Comunicação: Rádio AFIS frequência 130.350 Mhz
- Operação VFR e IFR RNAV Diurna/Noturna.
- Piso: A
- Aéródromo Público
- UTC - 4
- Sinalização: S
- Pista com balizamento noturno
- Distância do centro da cidade: 10 km via BR163
- Indicadores de Precisão de Trajetória de Aproximação (PAPIs)
- Estação Prestadora de Serviço de Telecomunicações e de Tráfego Aéreo (EPTA)
- Navegação de Área (Rnav) - (Range Navigation, em inglês)
- Caminhão de Bombeiros Fênix AP2, capacidade 6,1 mil litros de água, e bomba de 1,5 mil galões /minuto
- Posto de combustível AVGAS/JET com querosene de aviação e nitrogênio das 11 as 20 horas